# Clubiona vigil
Clubiona vigil là một loài nhện trong họ Clubionidae.
Loài này thuộc chi Clubiona. Clubiona vigil được Ferdinand Karsch miêu tả năm 1879.